# Heart (倖田來未專輯)
《heart》為日本女歌手倖田來未的第18張錄音室專輯，於2022年2月2日由愛貝克思娛樂旗下的Rhythm zone率先在數位平台上架，其後於3月2日正式發行實體版本。倖田在專輯中與日本跟海外多位音樂製作人合作，包括Hi-yunk、島田篤、隆尼·斯文森，以及內爾敏·哈蘭巴斯奇。她亦在製作專輯途中發現自己的精神狀態不健康，並認為從音樂中首次看見自己的內心，因此將專輯命名為《heart》。
專輯的主要曲風為J-Pop、節奏藍調跟流行舞曲，並包含雷鬼凍、舞場雷鬼跟嘻哈音樂等不同音樂元素。專輯收錄在2021年數位發行的We'll Be OK、Doo-Bee-Doo-Bop、to be free、4 MORE與致100個孤獨人們5首單曲，以及分別跟同期女歌手AI以及台灣新世代歌手ØZI合作的新曲等總共12首歌曲。
《heart》在發行前後獲得音樂評論家的正面評價，包括讚賞倖田有着將任何歌曲都染上自己色彩的表現力，以及專輯新曲與收錄單曲之間的相容性。專輯在發行首週空降Oricon公信榜第9位，使倖田相隔兩年半以來再次打進該榜前10位，但其後刷新了她職業生涯中錄音室專輯的最低銷售紀錄。
倖田在專輯發行後進行多場現場表演宣傳作品，包括登上日本電視台的《BUZZ RHYTHM 02》、WOWOW《INVITATION》的個人特輯，以及讀賣電視台的《神音-上方音祭-》等電視節目。她亦在同年3月至4月展開以專輯新曲為主的全國巡迴演唱會「KODA KUMI Love & Songs 2022」，並以現場樂隊形式演出。

## 背景與發展
倖田來未在2020年舉行出道20週年巡迴演唱會「KODA KUMI 20th ANNIVERSARY TOUR 2020 MY NAME IS ...」以及推出雙迷你專輯《angeL + monsteR［MY NAME IS...］》後，便於2021年起以數位形式發行多首單曲，並在年底推出全時期精選輯《BEST ～2000-2020～》。期間倖田開始投入新錄音室專輯的製作，但在過程中漸漸發現自己多數採用感覺憂傷以及旋律哀愁的歌曲，開始懷疑自己在精神上的狀態。而在錄製歌曲致100個孤獨人們的時候，更出現哭得唱不下去的狀態，仿如被粗鹽刺激傷口的感覺。雖然倖田告訴自己沒有問題，但最終透過製作的音樂發現自己的精神狀況並不健康。
倖田在專輯中起用日本的Hi-yunk與島田篤，以及海外的隆尼·斯文森與內爾敏·哈蘭巴斯奇等多位音樂製作人，而松浦勝人跟黑岩克巳則為專輯的執行製作人。她亦分別在歌曲GOOD TIME中實現跟同期日本女歌手AI的合作，以及在歌曲Outta my control中迎來台灣新世代歌手ØZI合作。有別於以往先決定主題而製作專輯的做法，這次倖田認為透過錄製音樂的過程中首次看見自己的內心，並做出自己當下所尋求的音樂，因此決定將專輯命名為《heart》。

## 詞曲
《heart》是一張J-Pop、節奏藍調與流行舞曲專輯，並包含雷鬼凍、舞場雷鬼跟嘻哈音樂等音樂元素。專輯的開首曲Bow Wow是一首以有力的聲音以及好戰的文字給予深刻印象的歌曲，而第二首歌曲Sure shot則是一首激發勇氣向前邁出一步的戰鬥歌曲，跟第三首歌曲Atlas一樣是專輯中少有較歡鬧放鬆的歌曲。
第四首歌曲GOOD TIME是一首以「即使身處何方，只要有好友的話，便是美好的時光」為主題的歌曲，表達出人與人之間互相支持的重要性，並給予活在明日的勇氣。第五首歌曲Outta my control是一首使用吉他伴奏的節奏藍調歌曲，而客席合作的台灣歌手ØZI亦在陷阱風格的聲音上展現出饒舌跟歌唱的聲樂。第六首歌曲anemone是一首中板節奏的歌曲，並以「對所愛的人搖擺不定的戀愛之心」作為主題。第七首歌曲致100個孤獨人們是一首以每個人擁有的「孤獨」跟「糾葛」作為主題的歌曲，亦被倖田認為歌詞唱出自己曾經的迷惘時期感受。
第八首歌曲to be free是一首中板節奏歌曲，並以彷彿將一切溫柔包圍的歌詞跟旋律作為特色。第九首歌曲RED是一首拉丁風格的歌曲，亦被倖田形容為能夠為中板歌曲較多的專輯帶來平衡。第十首歌曲4 MORE是一首舞曲風格的中板節奏歌曲，唱出「想要你那顆抓不住的心」，以詮釋出大人之間的曖昧調情。第十一首歌曲Doo-Bee-Doo-Bop是一首性感的舞曲風格歌曲，並帶有嘻哈的元素。專輯的結尾曲We'll Be OK是一首流行歌曲，並傳遞出積極正面的訊息，為感到迷惘的聽眾打氣。

## 包裝與發行
《heart》在2022年2月2日由愛貝克思娛樂旗下的Rhythm zone率先在全球多國數位平台上架，比起正式發行日期提早一個月，並收錄總共12首歌曲。專輯其後於同年3月2日在日本正式發行實體版本，並總共發行「CD+DVD」、「CD+藍光影碟」、「CD+3DVD」，以及「CD+2藍光影碟」四個版本。所有版本均採用風格相似的黑白色調封面，而拍攝角度跟姿勢則稍有不同。
專輯的「CD+DVD」跟「CD+藍光影碟」版本均在市面上公開發售，兩版本CD皆收錄跟數位版一樣的12首歌曲，而DVD跟藍光影碟則同樣收錄Sure shot、致100個孤獨人們、to be free、4 MORE、Doo-Bee-Doo-Bop跟We'll Be OK的音樂錄影帶，並收錄4 MORE的舞蹈版音樂錄影帶以及Sure shot的幕後花絮。
「CD+3DVD」跟「CD+2藍光影碟」僅在倖田的粉絲俱樂部跟mu-mo商店發行，收錄上述除了Sure shot幕後花絮的所有內容，改為收錄包括Sure shot幕後花絮在內的專輯《heart》完整幕後花絮。而兩版本均同樣收錄她在2021年12月3日、4日跟6日舉行的「KODA KUMI 20TH→21ST ANNIVERSARY EVENT」表演片段及其幕後花絮，並收錄「日清拉麵王Presents KODA KUMI SPECIAL ONLINE LIVE 2021」的活動完整影像。

## 宣傳活動

### 單曲
We'll Be OK於2021年7月28日以數位形式發行，為夏日歌曲三連發計劃的第一作，歌曲發行後空降日本《告示牌》歌曲下載榜第66位。Doo-Bee-Doo-Bop於2021年8月18日以數位形式發行，為夏日歌曲三連發計劃的第二作。to be free於2021年9月8日以數位形式發行，為夏日歌曲三連發計劃的第三作。收錄三連發的所有歌曲跟We'll Be OK音樂錄影帶的實體單曲SUMMER OF '21於同日發行，僅在倖田的粉絲俱樂部跟mu-mo商店限定發行。4 MORE於2021年11月15日以數位形式發行，歌曲一共製作了包括舞蹈版的兩版本音樂錄影帶。致100個孤獨人們於2021年12月6日以數位形式發行，並迎來乒乓球選手石川佳純演出音樂錄影帶。

### 現場表演
倖田來未在《heart》發行後進行多場現場表演以宣傳作品。2022年3月18日，她登上日本電視台的《BUZZ RHYTHM 02》演唱致100個孤獨人們。5月13日，她登上了日本電視台的《MUSIC BLOOD》，並演唱了Swallowtail Butterfly ～愛之歌～跟致100個孤獨人們兩首歌曲。5月28日，她登上WOWOW《INVITATION》的個人特輯，並演唱了甜心戰士、WHO、OMG、視歌如命、you、假面 feat.石井龍也，以及致100個孤獨人們共七首歌曲。她在同日登上讀賣電視台的《神音-上方音祭-》，並演唱了戀愛花蕾與致100個孤獨人們。6月12日，她作為表演嘉賓參與「葉加瀨太郎 音樂祭2022」，並演唱了WIND、SWEET MEMORIES、致100個孤獨人們、愛之歌、You're So Beautiful，以及電眼女孩共七首歌曲。

### 巡迴演唱會
2021年12月6日，倖田在官方網站宣布於翌年3月5日至4月24日舉行全國巡迴演唱會「KODA KUMI Love & Songs 2022」，為自2018年的「Koda Kumi Fanclub Tour ～AND～」以來相隔四年的現場樂隊形式演出，有別於倖田一般的演唱會模式。演唱會原訂巡迴演出11場次，但後來因為門票銷情熱烈而追加3場至總共14場次。演唱會的選曲主要圍繞專輯《heart》的新曲、中板及抒情曲、激烈的搖滾歌曲以及翻唱自倖田尊敬的歌手作品。演唱會的首場跟最終場均在Hulu上作限定播映，而最終場的影像其後亦在2022年8月24日作為商品發行，發行首週登上Oricon公信榜的音樂DVD與藍光合計週榜第5位。

## 反響
《heart》獲得音樂評論家正面的評價。《Bounce》的長澤香奈讚賞專輯很酷的前半部分充滿Bow Wow等印象深刻的歌曲，而風格多變的後半部分則有著致100個孤獨人們跟We'll Be OK等不同歌曲。她亦讚賞倖田有著將任何歌曲都染上自己色彩的表現力，以及壓倒性的聲樂技巧，散發出永不褪色的光彩。《Real Sound》的一條皓太讚賞專輯新曲與收錄單曲之間的相容性，並認為它們整體有著當下流行的當代節奏藍調印象。他亦讚賞職業生涯超過20年的倖田有著壓倒性的知名度跟存在感，而她的歌聲則充分發揮出跟專輯的原音樂聲音之間的良好兼容性，並希望日後聽到更多她以遵循此方向的歌曲。
《heart》在數位發行當週分別空降Oricon公信榜的專輯下載榜以及日本《告示牌》的專輯下載榜第23位，並同時空降日本《告示牌》的熱門專輯榜第72位。專輯其後在正式發行當週以5,997張實體銷量空降Oricon公信榜的專輯榜第9位，成為倖田自2019年的《re(CORD)》後，相隔約兩年半打進該榜前10位的專輯。專輯亦同時空降Oricon公信榜的專輯綜合榜的第11位。在日本《告示牌》，專輯在正式發行當週空降專輯銷售榜第8位，並在熱門專輯榜升至第11位的最高位置。《heart》其後在Oricon公信榜的專輯榜逗留了3週，累計銷量達6,559張，成為倖田職業生涯中銷量最低的錄音室專輯。

## 歌曲列表
| 《heart》 | 《heart》                                                | 《heart》   | 《heart》                                                                                            | 《heart》            | 《heart》 |
| 曲序      | 曲目                                                     |             | 作曲                                                                                                 | 製作人               | 时长      |
| --------- | -------------------------------------------------------- | ----------- | --- | -------------------- | --------- |
| 1.        | Bow Wow                                                  |             | Hi-yunk                                                                                              | Hi-yunk              | 3:06      |
| 2.        | Sure shot                                                | Hi-yunk     | Hi-yunk Rush Eye                                                                                     | Rush Eye             | 3:54      |
| 3.        | Atlas                                                    |             | 威爾·西姆斯 隆尼·斯文森  內爾敏·哈蘭巴斯奇  安妮·朱迪思·維克  | 西姆斯 斯文森        | 3:24      |
| 4.        | GOOD TIME（AI客串）（富士電視台節目《Mr.星期日》結尾曲） | 倖田來未 AI | 塞隆·托馬斯 （ 英语 ： R. City） 薩姆·薩姆瑟 肖恩·斯莫爾                                                    | 托馬斯 薩姆瑟 斯莫爾 | 3:29      |
| 5.        | Outta my control（ØZI客串）                              | 倖田 ØZI    | 巴維克·北大年 （ 英语 ： Phrased Differently） 查理·史托威克 （ 英语 ： Charlie Storwick）                                              | 808BHAV808           | 3:07      |
| 6.        | anemone（アネモネ）                                      |             | Hi-yunk                                                                                              | Hi-yunk              | 4:13      |
| 7.        | 致100個孤獨人們（）                                      | jam         | 山本加津彦                                                                                           | 十川知司             | 5:47      |
| 8.        | to be free                                               |             | T-SK （ 日语 ： T-SK） 亞當·亞倫 伊馬德·埃利亞塔里 路易吉·納布爾 帕斯卡·奧爾茨                           | 河田秀 T-SK          | 3:40      |
| 9.        | RED                                                      |             | C-楊 傑西卡·恩珠 BEI K.O                                                                             | C-楊                 | 2:54      |
| 10.       | 4 MORE                                                   |             | 蒂安·克里斯蒂·威廉姆斯 奧林匹亞·亨肖 海莉·萊恩·科利爾 西姆斯 拉加齊奧·塞巴斯蒂安·莫拉萊斯            | 西姆斯 亨肖          | 2:59      |
| 11.       | Doo-Bee-Doo-Bop                                          |             | UTA （ 日语 ： UTA） Hi-yunk                                                                            | UTA [a] Hi-yunk [a]  | 2:53      |
| 12.       | We'll Be OK                                              |             | 島田篤 阿爾賓·諾德奎斯特 路易絲·弗里克·斯文                                                          | 島田                 | 3:45      |
| 总时长：  | 总时长：                                                 | 总时长：    | 总时长：                                                                                             | 总时长：             | 43:10     |

| 《heart》 – DVD／藍光影碟（公開發售版） | 《heart》 – DVD／藍光影碟（公開發售版） | 《heart》 – DVD／藍光影碟（公開發售版） |
| 曲序                                    | 曲目                                    | 时长                                    |
| --------------------------------------- | --------------------------------------- | --------------------------------------- |
| 1.                                      | Sure shot（音樂錄影帶）                 | 4:40                                    |
| 2.                                      | 致100個孤獨人們（音樂錄影帶）           | 5:55                                    |
| 3.                                      | to be free（音樂錄影帶）                | 3:50                                    |
| 4.                                      | 4 MORE（音樂錄影帶）                    | 3:12                                    |
| 5.                                      | Doo-Bee-Doo-Bop（音樂錄影帶）           | 3:11                                    |
| 6.                                      | We'll Be OK（音樂錄影帶）               | 3:51                                    |
| 7.                                      | 4 MORE（舞蹈版）（音樂錄影帶）          | 3:07                                    |
| 8.                                      | Sure shot（幕後花絮[b]）                | 14:43                                   |

| 《heart》 – DVD1／藍光影碟1 （粉絲俱樂部／mu-mo商店限定版） | 《heart》 – DVD1／藍光影碟1 （粉絲俱樂部／mu-mo商店限定版） | 《heart》 – DVD1／藍光影碟1 （粉絲俱樂部／mu-mo商店限定版） |
| 曲序                                                        | 曲目                                                        | 时长                                                        |
| ----------------------------------------------------------- | ----------------------------------------------------------- | ----------------------------------------------------------- |
| 1.                                                          | Sure shot（音樂錄影帶）                                     | 4:40                                                        |
| 2.                                                          | 致100個孤獨人們（音樂錄影帶）                               | 5:55                                                        |
| 3.                                                          | to be free（音樂錄影帶）                                    | 3:50                                                        |
| 4.                                                          | 4 MORE（音樂錄影帶）                                        | 3:12                                                        |
| 5.                                                          | Doo-Bee-Doo-Bop（音樂錄影帶）                               | 3:11                                                        |
| 6.                                                          | We'll Be OK（音樂錄影帶）                                   | 3:51                                                        |
| 7.                                                          | 4 MORE（舞蹈版）（音樂錄影帶）                              | 3:07                                                        |
| 8.                                                          | heart（幕後花絮）                                           | 49:15                                                       |

| 《heart》 – DVD2／藍光影碟1 （粉絲俱樂部／mu-mo商店限定版） | 《heart》 – DVD2／藍光影碟1 （粉絲俱樂部／mu-mo商店限定版）     | 《heart》 – DVD2／藍光影碟1 （粉絲俱樂部／mu-mo商店限定版） |
| 曲序                                                        | 曲目                                                            | 时长                                                        |
| ----------------------------------------------------------- | --------------------------------------------------------------- | ----------------------------------------------------------- |
| 1.                                                          | KODA KUMI 20TH→21ST ANNIVERSARY EVENT（2021.12.6 ＠Toyosu PIT） | 1:50:08                                                     |
| 2.                                                          | KODA KUMI 20TH→21ST ANNIVERSARY EVENT（幕後花絮）               | 6:30                                                        |

| 《heart》 – DVD3／藍光影碟2 （粉絲俱樂部／mu-mo商店限定版） | 《heart》 – DVD3／藍光影碟2 （粉絲俱樂部／mu-mo商店限定版）     | 《heart》 – DVD3／藍光影碟2 （粉絲俱樂部／mu-mo商店限定版） |
| 曲序                                                        | 曲目                                                            | 时长                                                        |
| ----------------------------------------------------------- | --------------------------------------------------------------- | ----------------------------------------------------------- |
| 1.                                                          | KODA KUMI 20TH→21ST ANNIVERSARY EVENT（2021.12.3 ＠Zepp Tokyo） | 1:36:24                                                     |
| 2.                                                          | KODA KUMI 20TH→21ST ANNIVERSARY EVENT（2021.12.4 ＠Zepp Tokyo） | 1:30:00                                                     |
| 3.                                                          | 日清拉麵王Presents KODA KUMI SPECIAL ONLINE LIVE 2021           | 45:38                                                       |

備註
- ^a 歌曲未有列出製作人的資料，而是以編曲家的資料代替
- ^b 為粉絲俱樂部跟mu-mo商店限定版收錄的《heart》幕後花絮中的其中一部分[24]

## 製作名單
| - 倖田來未 – 主聲樂（全曲目） - 凱爾·「克什里斯」·科爾曼 – 混音（曲目1） - Hi-yunk – 編程（曲目1、6）、合唱（曲目1、2、6）、結他（曲目6）、編曲、全伴奏（曲目11） - 大西慶明 – 混音（曲目2、4） - Rush Eye – 編程（曲目2） - JUN – 背景和聲（曲目3、4） - Yuko Yasumoto – 製作協調（曲目3、5） - 隆尼·斯文森 – 全伴奏（曲目3） - 威爾·西姆斯 – 全伴奏（曲目3、10） - AI – 客席歌手（曲目2） - 薩姆·薩姆瑟 – 全伴奏（曲目4） - 肖恩·斯莫爾 – 全伴奏（曲目4） - ØZI – 客席歌手（曲目5） | - 巴維克·北大年 – 全伴奏（曲目5） - 四家卯大 – 大提琴（曲目6） - 下川美帆 – 小提琴（曲目6） - 北田萬紀 – 電貝斯（曲目7） - 河村智康 – 鼓（曲目7） - 清水弘貴 – 結他（曲目7） - 井上雨邇– 混音（曲目7） - 十川知司 – 編程、鋼琴（曲目7） - 今野均弦樂團 – 弦樂（曲目7） - TIGER – 背景和聲（曲目10） - 奧林匹亞·亨肖 – 全伴奏（曲目10） - UTA – 編曲、全伴奏（曲目11） - Mei Kawasaki – 次席工程 - 小泉由香 – 母帶處理 |

## 銷售榜單
| 週榜單（2022年）             | 最高 位置 |
| ---------------------------- | --------- |
| 日本（《告示牌》熱門專輯榜） | 11        |
| 日本（《告示牌》專輯銷售榜） | 8         |
| 日本（《告示牌》專輯下載榜） | 23        |
| 日本（Oricon專輯榜）         | 9         |
| 日本（Oricon專輯下載榜）     | 23        |
| 日本（Oricon專輯綜合榜）     | 11        |

## 發行歷史
| 地區 | 日期         | 形式                                       | 廠牌        | 來源   |
| ---- | ------------ | ------------------------------------------ | ----------- | ------ |
| 多國 | 2022年2月2日 | 線上下載 串流媒體                          | Rhythm zone | [ 10 ] |
| 日本 | 2022年3月2日 | CD + DVD CD+ 藍光影碟 CD+3DVD CD+2藍光影碟 | Rhythm zone | [ 50 ] |

## 資料來源
1. ↑  . OTOTOY. 2024203228  [2024-05-14]. （原始内容存档于2024-06-10） （日语）.
2. ↑  . barks. 2020-09-13  [2022-06-24]. （原始内容存档于2020-10-31） （日语）.
3. ↑  . barks. 2020-10-10  [2022-06-24]. （原始内容存档于2022-01-29） （日语）.
4. ↑  . Spice. 2021-11-15  [2022-07-17]. （原始内容存档于2021-12-06） （日语）.
5. ↑  . Spice. 2021-10-22  [2022-01-25]. （原始内容存档于2021-10-26） （日语）.
6. 1 2 3 4 5  ふくりゅう. . Koda Kumi Official Fanclub Magazine . 2022, 52: 19–20 （日语）.
7. 1 2  . . 2022-05-18  [2022-05-25]. （原始内容存档于2022-06-20） （日语）.
8. 1 2  . Oricon. 2022-03-30  [2022-06-24]. （原始内容存档于2022-04-22） （日语）.
9. 1 2  . Cinemart. 2022-03-08  [2022-06-14]. （原始内容存档于2022-03-08） （日语）.
10. 1 2 3  《heart》的多國發行日期:
  - . Apple Music (Australia). 澳洲. 2022-02-02  [2022-02-28]. （原始内容存档于2022-09-04）.
  - . Apple Music (New Zeland). 紐西蘭. 2022-02-02  [2022-02-28]. （原始内容存档于2022-09-04）.
  - . Apple Music (United Kingdom). 英國. 2022-02-02  [2022-02-28]. （原始内容存档于2022-09-04）.
  - . Apple Music (Ireland). 愛爾蘭. 2022-02-02  [2022-02-28]. （原始内容存档于2022-09-04）.
  - . Apple Music (Germany). 德國. 2022-02-02  [2022-02-28]. （原始内容存档于2022-09-04）.
  - . Apple Music (Spain). 西班牙. 2022-02-02  [2022-02-28]. （原始内容存档于2022-02-02）.
  - . Apple Music (France). 法國. 2022-02-02  [2022-02-28]. （原始内容存档于2022-02-02）.
  - . Apple Music (Italy). 意大利. 2022-02-02  [2022-02-28]. （原始内容存档于2022-09-04）.
  - . Apple Music (United States). 美國. 2022-02-02  [2022-02-28]. （原始内容存档于2022-02-03）.
  - . Apple Music (Canada). 加拿大. 2022-02-02  [2022-02-28]. （原始内容存档于2022-09-04）.
  - . 愛貝克思. 台灣. 2022-02-02  [2022-02-28]. （原始内容存档于2022-09-04）.
  - . Apple Music (Hong Kong). 香港. 2022-02-02  [2022-02-28]. （原始内容存档于2022-09-04）.
11. 1 2 3 4  , . . Real Sound. 2022-03-01  [2022-05-30]. （原始内容存档于2022-03-10） （日语）.
12. 1 2  . 愛貝克思台灣. 2022-08-18  [2022-06-24]. （原始内容存档于2022-09-04） （中文（臺灣））.
13. 1 2 3 4  , . . Mikiki. Bounce. 2022-03-02  [2022-03-30]. （原始内容存档于2022-03-02） （日语）.
14. 1 2  . Excite. 2022-02-02  [2022-06-29]. （原始内容存档于2022-09-04） （日语）.
15. ↑  . フジテレビ. 2022-03-30  [2022-05-29]. （原始内容存档于2022-03-31） （日语）.
16. ↑  . Cool Style. 2022-03-03  [2022-03-24]. （原始内容存档于2022-09-04） （中文（臺灣））.
17. 1 2  . Spice. 2021-12-08  [2022-02-17]. （原始内容存档于2021-12-29） （日语）.
18. ↑  . The First Times. 2021-09-08  [2022-01-18]. （原始内容存档于2021-10-24） （日语）.
19. 1 2  . Billboard JAPAN. 2021-11-23  [2022-02-18]. （原始内容存档于2022-06-11） （日语）.
20. ↑  . modelpress. 2022-08-11  [2021-12-28]. （原始内容存档于2021-08-14） （日语）.
21. ↑  . 愛貝克思台灣. 2022-07-28  [2022-06-24]. （原始内容存档于2022-09-04） （中文（臺灣））.
22. ↑  . mora. 2022-02-02  [2022-05-25]. （原始内容存档于2022-02-04） （日语）.
23. 1 2 3 4  . barks. 2022-02-02  [2022-06-25]. （原始内容存档于2022-05-03） （日语）.
24. 1 2  . Kumi Koda Official Website.   [2022-08-11]. （原始内容存档于2022-09-04）.
25. ↑  . RBB Today. 2021-07-06  [2022-05-25]. （原始内容存档于2021-07-06） （日语）.
26. ↑  . Billboard JAPAN. 2021-08-04  [2022-04-30]. （原始内容存档于2021-08-06） （日语）.
27. ↑  . Excite. 2021-08-16  [2022-06-25]. （原始内容存档于2022-09-04） （日语）.
28. 1 2  . barks. 2021-09-08  [2022-06-25]. （原始内容存档于2021-10-26） （日语）.
29. ↑  . Billboard JAPAN. 2021-11-15  [2022-02-18]. （原始内容存档于2021-12-06） （日语）.
30. ↑  . 日本テレビ. 2022-03-18  [2022-07-11]. （原始内容存档于2022-09-04） （日语）.
31. ↑  . 日本テレビ. 2022-05-13  [2022-07-11]. （原始内容存档于2022-05-06） （日语）.
32. ↑  . . 2022-05-18  [2022-06-11]. （原始内容存档于2022-06-20） （日语）.
33. ↑  . MANTANWEB. 2022-05-23  [2022-06-17]. （原始内容存档于2022-06-03） （日语）.
34. ↑  . Newscast. 2022-06-15  [2022-06-17]. （原始内容存档于2022-06-18） （日语）.
35. ↑  . Kumi Koda Official Website. 2022-01-07  [2022-07-11]. （原始内容存档于2022-09-04） （日语）.
36. 1 2 3  . barks. 2022-08-24  [2022-08-27]. （原始内容存档于2022-08-31） （日语）.
37. ↑  . Kumi Koda Official Website. 2022-02-02  [2022-05-11]. （原始内容存档于2022-02-02） （日语）.
38. 1 2  . Hulu. 2022-02-21  [2022-03-27]. （原始内容存档于2022-04-30） （日语）.
39. ↑  . Oricon. 2022-08-30  [2022-09-02]. （原始内容存档于2022-09-02） （日语）.
40. 1 2  . Oricon. 2022-02-09  [2022-04-30]. （原始内容存档于2022-08-28） （日语）.
41. 1 2  . Billboard JAPAN. 2022-02-09  [2022-04-30]. （原始内容存档于2022-04-06） （日语）.
42. ↑  . Billboard JAPAN. 2022-02-09  [2022-02-11]. （原始内容存档于2022-02-09） （日语）.
43. 1 2  . Oricon. 2022-03-09  [2022-04-30]. （原始内容存档于2022-03-09） （日语）.
44. ↑  . Oricon.   [2022-05-30]. （原始内容存档于2022-05-29） （日语）.
45. 1 2  . Oricon. 2022-03-09  [2022-04-30]. （原始内容存档于2022-03-11） （日语）.
46. 1 2  . Billboard JAPAN. 2022-03-09  [2022-03-11]. （原始内容存档于2022-03-09） （日语）.
47. 1 2  . Billboard JAPAN. 2022-03-09  [2022-03-11]. （原始内容存档于2022-03-16） （日语）.
48. ↑  . Oricon.   [2022-07-03]. （原始内容存档于2022-07-03）.
49. ↑  . Oricon.   [2022-07-30]. （原始内容存档于2022-09-04） （日语）.
50. ↑  . Kumi Koda Official Website. 2022-01-26  [2022-07-11]. （原始内容存档于2022-03-11） （日语）.